# 马胖鼓楼
25°56′38″N 109°35′03″E / 25.94389°N 109.58417°E
马胖鼓楼位于中国广西壮族自治区三江侗族自治县八江乡马胖村，是侗族鼓楼中最大的一座，1963年被列为广西壮族自治区文物保护单位，2006年被列为第六批全国重点文物保护单位。
马胖鼓楼始建于清代，1943年重建。建筑平面呈方形，底边长11.5米，高13米，内部采用穿斗式木构架，有四根金柱，外观共有九层屋檐。